# Copa CECAFA 1984
La Copa CECAFA de 1984 fue la duodécima edición del campeonato regional del África del Este.
Todos los partidos se jugaron en Kampala y Mbale del 1 de diciembre hasta el 15 de diciembre.

## Información
- Etiopía y  Sudán decidieron no participar en el torneo.

## Grupo A
| Equipo   | Pts | Pld | W | D | L | GF | GA | GD |
| -------- | --- | --- | - | - | - | -- | -- | -- |
| Zambia   | 5   | 3   | 2 | 1 | 0 | 5  | 2  | +3 |
| Uganda   | 4   | 3   | 1 | 2 | 0 | 6  | 3  | +3 |
| Tanzania | 2   | 3   | 0 | 2 | 1 | 4  | 5  | -1 |
| Zimbabue | 1   | 3   | 0 | 1 | 2 | 3  | 8  | -5 |

| 1 de diciembre de 1984 | Uganda | 1:1 | Tanzania | Estadio Nakivubo, Kampala |  |

| 2 de diciembre de 1984 | Zambia | 2:0 | Zimbabue | Estadio Nakivubo, Kampala |  |

| 4 de diciembre de 1984 | Zimbabue | 1:4 | Uganda | Estadio Nakivubo, Kampala |  |

| 5 de diciembre de 1984 | Tanzania | 1:2 | Zambia | Estadio Nakivubo, Kampala |  |

| 7 de diciembre de 1984 | Uganda | 1:1 | Zambia | Estadio Nakivubo, Kampala |  |

| 8 de diciembre de 1984 | Tanzania | 2:2 | Zimbabue | Estadio Nakivubo, Kampala |  |

## Grupo B
| Equipo   | Pts | Pld | W | D | L | GF | GA | GD |
| -------- | --- | --- | - | - | - | -- | -- | -- |
| Malaui   | 6   | 3   | 3 | 0 | 0 | 4  | 1  | +3 |
| Kenia    | 3   | 3   | 1 | 1 | 1 | 3  | 3  | 0  |
| Somalia  | 3   | 3   | 1 | 1 | 1 | 3  | 3  | 0  |
| Zanzíbar | 0   | 3   | 0 | 0 | 3 | 1  | 4  | -3 |

| 2 de diciembre de 1984 | Malawi | 2:1 | Kenia | Estadio Nakivubo, Kampala |  |

| 3 de diciembre de 1984 | Somalia | 2:1 | Zanzíbar | Estadio Nakivubo, Kampala |  |

| 6 de diciembre de 1984 | Malawi | 1:0 | Somalia | Estadio Nakivubo, Kampala |  |

| 6 de diciembre de 1984 | Kenia | 1:0 | Zanzíbar | Estadio Nakivubo, Kampala |  |

| 8 de diciembre de 1984 | Kenia | 1:1 (5:4 p.) | Somalia | Estadio Nakivubo, Kampala |  |

| 9 de diciembre de 1984 | Zanzíbar | 0:1 | Malawi | Estadio Nakivubo, Kampala |  |

## Semifinales
| 12 de diciembre de 1984 | Uganda | 0:2 | Malawi | Estadio Municipal, Mbale |  |

| 12 de diciembre de 1984 | Zambia | 2:0 | Kenia | Estadio Nakivubo, Kampala |  |

## Tercer lugar
| 15 de diciembre de 1984 | Uganda | 3:1 | Kenia | Estadio Nakivubo, Kampala |  |

## Final
| 15 de diciembre de 1984 | Zambia | 0:0 (3:0 p.) | Malawi | Estadio Nakivubo, Kampala |  |

| Zambia         |
| Campeón Zambia |
| Primer título  |